# Grosvenor Bridge
Grosvenor Bridge, også kaldt Victoria Railway Bridge, er en togbro over Themsen i London mellem Vauxhall Bridge og Chelsea Bridge.
Grosvenor Bridge består egentlig af to broer, begge bygget omkring midten af 1800-tallet. Den østlige side blev bygget af London, Chatham and Dover Railway i 1858–1860 for at bringe tog til Victoria station. Dette var den første togbro over Themsen i det centrale London. Den vestlige side blev bygget af London, Brighton and South Coast Railway. Begge broer blev ombygget i stål i 1963–1967, og de oprindelige udliggere blev indpakket i beton.
På den nordlige flodbred er Pimlico i øst og Chelsea i nord og vest; Lister Hospital og Royal Chelsea Hospital ligger umiddelbart i nordvest. På den sydlige bred er Nine Elms i øst og Battersea i vest. Battersea kraftstation ligger lige syd for broen, og Battersea Park er i sydvest.